# J. Sigfrid Edström
Johannes Sigfrid Edström, född 21 november 1870 i Morlanda församling på Orust i Göteborgs och Bohus län, död 18 mars 1964 i Stockholm, var en svensk industriman, elektroingenjör och idrottsledare.

## Biografi
J. Sigfrid Edström var son till sjökapten (Olof) Martin Edström och (Eva) Charlotta Edström, född Ericsson  från Alingsås. Kort tid efter födseln flyttade familjen till Göteborg och i slutet på 1870-talet köpte fadern ett eget hem på Bangatan i Majorna. Edström gick i Majornas läroverk och hösten 1886 skrevs han in på Chalmers tekniska läroanstalt. Somrarna 1889–1890 gjorde han sin exercis vid Göta artilleriregemente på Otterhällan. Vid idrottstävlingar vann han överlägset i löpning.
Edström tog examen som elektroingenjör vid Chalmers tekniska läroanstalt 1891 och fick ett stipendium för fortsatta studier vid Eidgenössische Technische Hochschule Zürich i Schweiz. Efter examen 1893 reste Edström till USA och besökte världsutställningen i Chicago. Genom en studiekamrat fick han kontakt med Westinghouse Electrical Manufacturing i Pittsburgh och blev anställd i slutet på året. Praktiken varade till våren 1896. Därefter for Edström på semester till sin familj i Göteborg. I slutet på sommaren återvände han till USA för en utlovad anställning vid ett elföretag i Cleveland. På atlantångaren Etruria träffade han sin blivande fru Ruth Randall från Chicago. När han kom fram till Cleveland hade elföretaget gått i konkurs. Han lyckades få ett tillfälligt arbete i Cleveland och 1897 blev han anställd vid General Electric i Schenectady. Under sommaren blev han erbjuden att elektrifiera transporterna i Zürich och blev ingenjör vid Zürichs spårvägar 1897–1900.

## Företagsledare

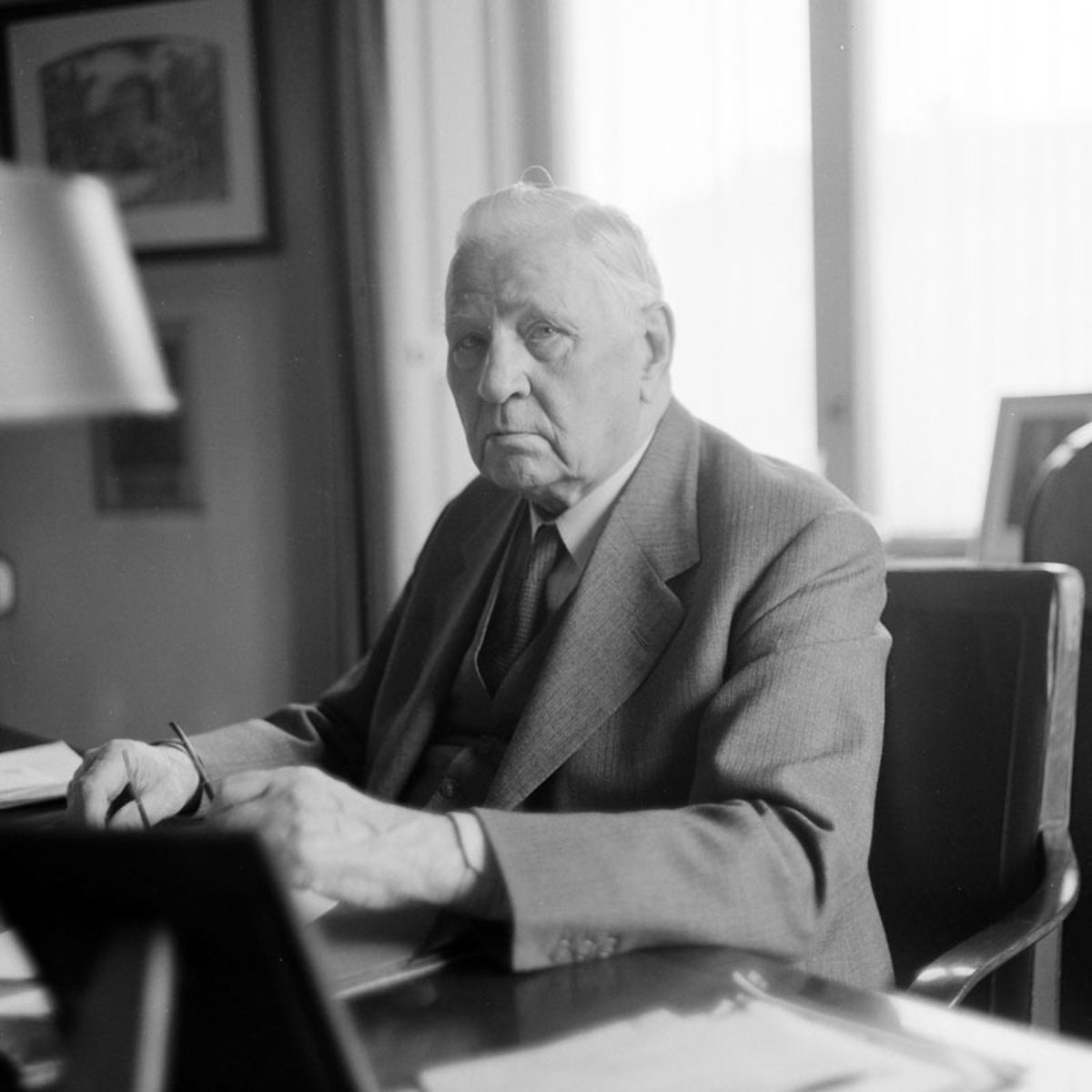
En av de sista officiella bilderna av Sigfrid Edström från Asea-kontoret på Klarabergsgatan 21, Stockholm, cirka 1959.

Edström var direktör för Göteborgs spårvägar 1900–1903, verkställande direktör för ASEA från 1903 till 1933 och styrelseordförande i ASEA 1934–1949. Mellan 1904 och 1922 var Edström ledamot av stadsfullmäktige i Västerås. Han var en av initiativtagarna till Sveriges Industriförbund 1910 (där han var ordförande 1928–1929), till Sveriges elektroindustriförening 1918 (ordförande 1918–1944) och till Internationella Handelskammaren samma år (ordförande 1939–1945). Edström ledde elektrifieringsarbetena av spårvägen i Göteborg mellan 1900 och 1902.
Åren 1916–1939 var Edström ordförande i Verkstadsföreningen och i den egenskapen också ordförande i Svenska Arbetsgivareföreningen (SAF) 1931–1942 i vilken roll han bland annat undertecknade det historiska Saltsjöbadsavtalet (huvudavtalet) om arbetsfred 1938. 
Edström var från 1925 ledamot av Kungliga Ingenjörsvetenskapsakademien.
Edström var 1937 med och grundade Luftskyddsförbundet (nuvarande Civilförsvarsförbundet) och var dess första förbundsordförande från juli 1937 till årsstämman 1945, och hade därför det högsta ansvaret för Sveriges civila luftskydd under andra världskriget med hemskyddssamariter, hemskyddsledare, skyddsrum och civilförsvarsplikt.

## Idrottsledare
I sin ungdom var Edström en duktig idrottare i löpning och rodd. 1903 var han med och grundade Svenska gymnastik- och idrottsföreningarnas riksförbund, sedan 1947 Riksidrottsförbundet. Han var vice ordförande i organisationskommittén för Stockholms-OS 1912. Inför Stockholmsolympiaden grundade Edström IAAF den internationella organisationen för friidrottsförbund med 17 nationella förbund. Han var IAAF:s förste ordförande 1913–1946.
Edström blev invald i den Internationella Olympiska Kommittén (IOK) efter spelen i Antwerpen 1920. Han ingick i det verkställande utskottet och blev vice ordförande 1931. Olympiska spel i Berlin blev kontroversiellt, men beslutet var fattat före nazisternas makttillträde. Edström hävdade att internationella idrottstävlingar mellan amatörer var fredsskapande. Under andra världskriget inställdes de olympiska spelen. 1946 utsågs Edström till ordförande för IOK efter Henri de Baillet-Latour som avlidit 1942. Edström avgick som ordförande vid sommarspelen i Helsingfors 1952.

## Resor
Både som företagsledare och internationell idrottsledare gjorde Edström många resor.
Nedan följer ett par intressanta resor.

### Affärsresa till Petrograd
ASEA startade ett dotterbolag i Petrograd 1915 och planerade en fabrik i Jaroslavl, norr om Moskva. Edström planerade att resa till huvudkontoret i Petrograd, men på grund av minor i Östersjön var fartygstrafiken till Finska viken avstängd. Den 3 november 1917 avreste Edström med tåg från Västerås via Stockholm till Haparanda. Passagerare som skulle resa vidare till Storfurstendömet Finland fick gå över Handolinska bron och hyra en släde för att ta sig över Torne älv till pass- och tullkontrollen i Torneå. Därefter reste Edström med tåg via Tammerfors och anlände till Finländska stationen i Petrograd sent på kvällen den 6 november. Han möttes av två chefer för i Aseas ryska dotterbolag. De tre svenskarna for med hästdroska ner mot floden Neva och tog in på Grand Hotel Europe, som bevakades av Rödgardister. Dagen därpå inträffade Oktoberrevolutionen Men Edström fick ordning på ASEAs kontor och återvände välbehållen till Västerås.

### Jordenruntresan
Hösten 1929 anordnade Japan en ingenjörskongress och ASEAs styrelsemedlem, Axel Enström föreslog att de skulle resa dit med sina fruar. I augusti 1929 reste de med  Gripsholm till New York. I Chicago träffade Edström vännen Avery Brundage, som året innan blivit ordförande för USA:s olympiska kommitté. Resan gick vidare till Los Angeles där Olympiska spelen skulle äga rum 1932. Från San Francisco fortsatte paret Edström med passagerarfartyg till Japan via Hawaiiöarna. De ankom till Yokohama den 29 oktober och Edström höll ett föredrag om de Olympiska spelen följt av en idrottsbankett på kvällen. Några dagar senare började ingenjörskongressen under ledning av Ginjirō Fujiwara. Edström höll ett föredrag om Sverige och dess industrier. Efteråt tog Fujihara Enström och Edström med fruar på en teceremoni. Besöket i Japan slutade i den gamla huvudstaden Kyoto. Resan fortsatte via Shanghai, Batavia, Calcutta, Bombay, Aden, Suezkanalen till Kairo dit de anlände i slutet av februari 1930. Sedan var det inte långt hem genom Europa.

## Familj

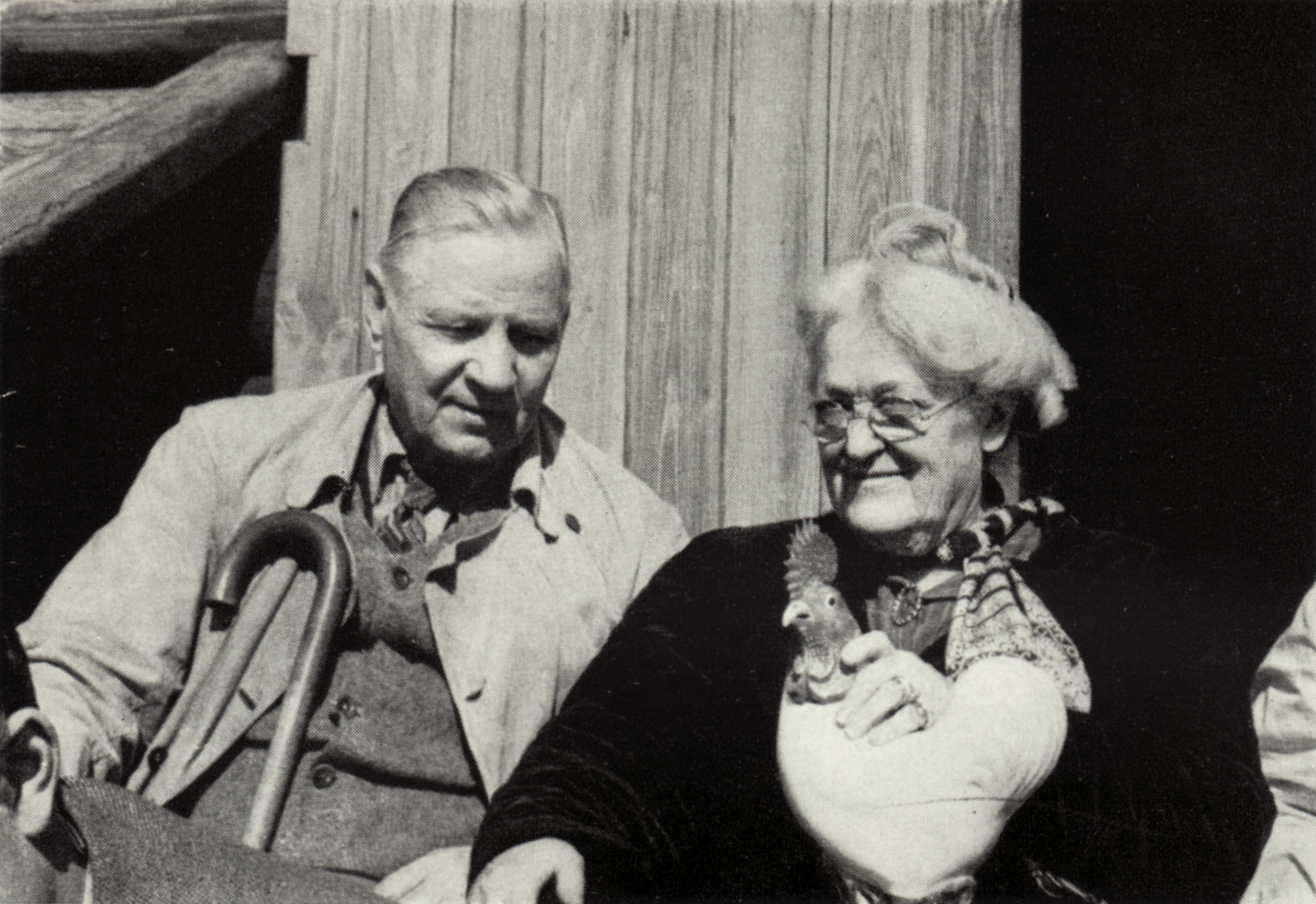
J. Sigfrid Edström med hustrun Ruth Randall Edström, sent 1930-tal.

Edström gifte sig den 24 juni 1899 med Ruth Randall i hennes föräldrahem i Chicago. Bröllopsresan gick till Bremen och vidare till hans föräldrar i Göteborg. Därefter flyttade de till Zürich och Edström tillträdde sin anställning vid spårvägen. Efter ett år flyttade paret till Göteborg, där barnen Miriam och Björn föddes. Sommaren 1903 fick Edström uppdraget att bygga upp Allmänna Svenska Elektriska AB och familjen flyttade till Västerås. Företaget lät bygga Villa Asea som bostad för familjen och representation. I Västerås föddes flickorna Janesie och Leonore.
Efter Ruths död levde Sigfrid som änkeman de sista tjugo åren av sitt långa liv. Han dog den 18 mars 1964 och ligger begravd på Hovdestalunds kyrkogård i Västerås.

## Utmärkelser

### Svenska utmärkelser
- Kommendör med stora korset av Nordstjärneorden, 6 februari 1933.[20]
- Riddare av Nordstjärneorden, 1912.[21]
- Kommendör med stora korset av Vasaorden, 6 juni 1942.[22]
- Kommendör av första klassen av Vasaorden, 6 juni 1924.[23]
- Kommendör av Vasaorden, 17 december 1915.[24]
- Riddare av Vasaorden, 1907.[25]
- Förste Hedersledamot av Kungliga Ingenjörsvetenskapsakademien

### Utländska utmärkelser
- Storkorset av Belgiska Kronorden, senast 1940.[20]
- Kommendör av 1.graden Danska Dannebrogorden, senast 1940.[20]
- Kommendör av Danska Dannebrogsorden, senast 1931.[26]
- Riddare av Danska Dannebrogsorden, senast 1915.[21]
- Storkorset av Finlands Vita Ros' orden, senast 1942.[27]
- Kommendör av första klassen av Finlands Vita Ros’ orden, senast 1940.[20]
- Kommendör av Finlands Vita Ros’ orden, senast 1931.[26]
- Kommendör av Franska Hederslegionen, senast 1931.[26]
- Riddare av Franska Hederslegionen, senast 1915.[21]
- Riddare av Grekiska Frälsareorden, senast 1921.[24]
- Storofficer av Nederländska Oranien-Nassauorden, senast 1931.[26]
- Storkorset av Norska Sankt Olavs orden, senast 1955.[28]
- Kommendör av andra klassen av Norska Sankt Olavsorden, senast 1915.[21]
- Riddare av andra klassen av Ryska Sankt Stanislausorden, senast 1915.[21]
- Storofficer av Tyska Örnensorden, senast 1942.[27]

## Namngivningar
- Sigfrid Edström fick en gata uppkallad efter sig i Göteborg 2002, det var i samband med firandet av den elektriska spårvägens 100-årsjubileum. J. Sigfrid Edströms Gata ligger i Gårda mellan Willinsbron och Alströmergatan. Gatan var tidigare en del av Alströmergatan och är Göteborgs enda gata med vänstertrafik. Detta beror på att gatan har spår för ingående och utgående spårvagnar till Vagnhallen Gårda. Vagnhallen Gårda är byggd på sådant sätt att vagnarna måste komma in i vänstertrafik för att komma rätt i vagnhallen. J. Sigfrid Edströms Gata passerar även Gårdahallen där Spårvägssällskapet Ringlinien håller till med stadens historiska spårvagnar.[källa behövs]
- Sigfrid Edströms gata ligger även i stadsdelen Hammarby i Västerås.
- Flera av Göteborgs spårvägars spårvagnar är namngivna efter kända göteborgsprofiler. M31 309 bär Sigfrid Edströms namn.
- Idrottsanläggningen Edströmsvallen i Hälleforsnäs är döpt efter Edström som var engagerad i AB Järnförädling på orten.
- Utanför ABB:s kontor i Västerås står en byst rest till minne av Edström med inskriften: "Hans blick gick vida, hans kraft var stor, hans hjärta varmt."
- ABB var huvudsponsor av en räddningsbåt till Sjöräddnings Sällskapet i Västerås SSRS. Båten är döpt Rescue J. Sigfrid Edström och har tjänstgjort vid Västerås RS sedan den båten färdigställdes av Westform AB i Arvika 1991.
- Han har även givit namn till Edströmska gymnasiet i Västerås.